# Chlosyne gunderi
Chlosyne gunderi är en fjärilsart som beskrevs av Comstock 1926. Chlosyne gunderi ingår i släktet Chlosyne och familjen praktfjärilar. Inga underarter finns listade i Catalogue of Life.